# Kontynuacja Teofanesa
Kontynuacja Teofanesa (gr. συνεχισταί Θεοφάνους) – zbiór anonimowych kronik w 6 księgach stanowiących kontynuację Kroniki Teofanesa Wyznawcy. 
Kontynuacja obejmuje lata 813-961. Pierwsze cztery księgi powstały w latach 945-959. Ich autor jest anonimowy. Księga V zawiera Vita Basilii Konstantyna VII Porfirogenety. Podstawowym źródłem księgi VI jest anonimowy autor redakcji B Kontynuacji Jerzego Monachosa. Dzieło zachowało się w dwóch rękopisach: z XI/XII w. i jego kopii z XIV wieku.